# Луч (кинотеатр, Таганрог)
Кинотеатр «Луч» — один из старейших кинотеатров Таганрога.

## История
Кинотеатр «Луч» был открыт хозяином Петром Григорьевичем Ладохиным 21 сентября 1910 года по адресу Петровская улица 57, в угловом доме с Итальянским переулком. Зал кинотеатра вмещал 1000 зрителей. 
При советской власти кинотеатр в 1920 году был переименован в «Первый Государственный кинотеатр», в 1929 году — в «Темп», а затем, в 1951 году, в «Комсомолец». 
С 1985 по 1988 год кинотеатр «Комсомолец» реконструировали. Первый сеанс после реконструкции состоялся 1 апреля 1988 года: был показан фильм «Даниил — князь Галицкий». 
В 1994 году стал вопрос о полном закрытии кинотеатра из-за низкой посещаемости и другим коммерческим причинам. Кинотеатр «Комсомолец» был закрыт в перестроечные годы, сменив владельцев. 
Вновь был открыт под названием «Луч» 25 мая 2011 года. Реконструированный зал (большой зал на 192 места, малый на 78 мест) и оборудование: большое расстояние между рядами, современная система кондиционирования и вентиляции, широкоформатный экран, качественный объемный звук позволяли просматривать 2D и 3D фильмы. У кинотеатра был собственный официальный сайт kinoluch.com.
Был закрыт в 2016 году.

## Названия кинотеатра
- с 1910 по 1920 — кинотеатр «Луч»
- с 1920 по 1929 — «Первый Государственный кинотеатр»
- с 1929 по 1951 — кинотеатр «Темп»
- с 1951 по 2010 — кинотеатр «Комсомолец»
- с 2011 по 2016 — кинотеатр «Луч»